# Ernest Ebbage
Ernest Walter Ebbage (* 1. August 1873 in Stibbard; † 2. September 1943 in Rochford) war ein britischer Tauzieher.

## Erfolge
Ernest Ebbage war Polizist bei der Metropolitan Police und nahm an den Olympischen Spielen 1908 in London teil. Bei diesen trat er gemeinsam mit Joseph Dowler, Walter Chaffe, Thomas Homewood, Alexander Munro, William Slade, Walter Tammas und James Woodget für die Metropolitan Police an. Die Mannschaft erreichte dank eines Freiloses das Halbfinale, in dem sie der City of London Police mit 0:2 unterlag. Da die schwedische Mannschaft nicht zum Duell um den dritten Platz antrat, sicherte sich die Metropolitan Police kampflos den Gewinn der Bronzemedaille.